# Valeriano Ferrão
Valeriano Inocêncio de Araújo Ferrão (Beira, 11 de outubro de 1939 - Maputo, 2 de outubro de 2022) foi um político e diplomata moçambicano que se tornou o primeiro embaixador de Moçambique nos Estados Unidos da América.
Filho de Tomás António e de Cristina Joana Araújo Ferrão, cresceu no ambiente que considerava racista da cidade da Beira colonial.
Exilou-se em Paris em 1963, onde se juntou a grupos de exilados portugueses e moçambicanos.
Em 1964 foi estudar para Neuchâtel na Suíça, tendo-se formado em engenharia mecânica.
Em 1970 regressou a África, integrando campos de treino da Frelimo em Argel, Cairo e Dar-es-Salaam onde além de receber treino militar, foi professor.
Regressou a Moçambique depois da independência nacional, tornando-se deputado na Assembleia Popular em 1977, e ingressou em 1978 nos quadros do Ministério dos Negócios Estrangeiros, primeiro como secretário-geral do ministério e em 1981 como Secretário de Estado dos Negócios Estrangeiros. Em 1983, foi nomeado o primeiro embaixador de Moçambique nos Estados Unidos da América, cargo do qual foi exonerado em 1991.
Dedicou-se então a apoiar a agricultura, especialmente a realizada por mulheres na zona suburbana de Maputo, a qual fornece a cidade com produtos hortícolas.